# Puya penduliflora
Puya penduliflora là một loài thực vật có hoa trong họ Bromeliaceae. Loài này được L.B.Sm. miêu tả khoa học đầu tiên năm 1932. Chúng là loài đặc hữu của  Bolivia.